# Damien Monier
Damien Monier (født 27. august 1982) er en fransk tidligere professionel cykelrytter.